# Classe Arras
Pour les articles homonymes, voir Arras (homonymie) et Amiens (homonymie).
La classe Arras (ou classe Amiens) était une grande série d'avisos français, aviso de 1re classe, construite à la fin de la Première Guerre mondiale.
Commandé en mai 1918 et portant des noms des villes alors sur la ligne de front, trente unités furent construites sur les quarante-trois prévues initialement sur divers chantiers navals français. Les autres furent annulées dès la fin du conflit.

## Caractéristiques
L’aviso Arras a été construit avec une silhouette ressemblant à celle d’un cargo pour tromper les commandants de sous-marins, sur le modèle des bateaux pièges Q-ships des Britanniques qui sont camouflés en navires marchands.
Les chaudières fonctionnaient avec une réserve de 200 t de mazout, sauf les Craonne, Liévin, Montmirail, Mondement, Baccarat et Béthune qui chauffaient au charbon avec 185 t à bord.

## Service
Durant l'entre-deux-guerres, six ont été prêtés par la Marine Nationale à la Compagnie générale aéropostale sur la ligne d'aviation France-Amérique du Sud.
Ce sont les avisos Belfort, Épernay, Lunéville, Péronne, Revigny à partir de novembre 1927 et Reims en 1928. Ils sont alors démilitarisés et leurs coques sont peintes en noir avec un liston blanc, leurs superstructures sont blanches. Le 8 aout 1930, l'Épernay est détruit par un incendie à Natal (Brésil). Rayé des listes, il est démoli en 1934. Les cinq autres sont restitués en 1931, et remplacés par des avisos spécialement étudiés pour les remplacer. 
Un total de 19 unités fut retiré avant le déclenchement de la Seconde Guerre mondiale et en 1939, onze avisos, en dépit de leur âge avancé étaient encore en service pour des missions d'escorte et de défense côtière :
- le Vauquois fut coulé devant Brest le 18 juin 1940 par une mine, avant l'armistice du 22 juin 1940 ;
- cinq tombèrent entre les mains de la marine britannique : Amiens, Arras, Belfort, Coucy, Épinal. Ils devinrent des bâtiments bases des FNFL ;
- les autres servirent sous le gouvernement de Vichy : le Calais et le Lassigny restent en réserve, le Tahure s'illustra lors de la seule victoire remportée seule par la marine nationale à la bataille de Ko Chang contre la Thaïlande, le Ypres (ex Dunkerque) et Les Éparges sont sabordés par les Allemands.

## Classe Arras
- Forges et chantiers de la Méditerranée, La Seyne-sur-Mer :
  - Amiens (1920 - capturé par la marine britannique et transféré aux FNFL en 1940)
  - Calais (1920 - vendu en 1946)
  - Craonne (1921 - 1935)
  - Epernay (1920 - 1934)
  - Liévin (1921 - 1935)
  - Lunéville (1921 - 1935)
  - Montdement (1922 - 1935)
  - Montmirail (1921 - 1933)
- Arsenal de Brest : 
  - Arras [2] (1918 - capturé par la marine britannique et transféré aux FNFL en 1940)
  - Dunkerque (1920 - 1942) - renommé Ypres en 1928
  - Reims (1918 - 1938)
  - Verdun (1920 -1938) - renommé Laffaux en 1928
- Chantiers et Ateliers de Provence, Port-de-Bouc : 
  - Baccarat (1922 - 1933)
  - Béthune (1922 - 1934)
- Arsenal de Lorient :
  - Bapaume (1920 - 1937)
  - Bar-le-Duc (1920 - 1920)
  - Belfort (1920 - aménagé en ravitailleur d'hydravions, capturé par la marine britannique et transféré aux Forces navales françaises libres en 1940)
- Chantiers de Penhoët, Saint-Nazaire :
  - Coucy (1920 - capturé par la marine britannique en 1940)
  - Epinal (1920 - capturé par la marine britannique en 1940)
- Ateliers et chantiers de Bretagne, Nantes :
  - Lassigny (1920 - 1941)
  - Les Eparges (1920 - 1942)
- Arsenal de Cherbourg :
  - Nancy (1920 - 1938)
- Forges et Chantiers de la Méditerranée, Le Havre :
  - Péronne (1921 - 1935)
- Forges et chantiers de la Gironde, Bordeaux :
  - Remiremont (1921 -1936)
  - Revigny (1921 - 1937)
- Ateliers et Chantiers de la Loire, Saint-Nazaire : 
  - Tahure (1920 - 1944)
  - Toul (1920 - 1935)
  - Vauquois[3](1920 - 1940)
  - Vimy (1920 - 1935)
  - Vitry-le-François (1921 - 1935)